# Alcíone (hija de Esténelo)
En la mitología griega Alcíone (en griego Ἁλκυόνη) fue una de las hijas de Esténelo, hijo de Perseo, y de Nicipe, hija de Pélope. Es la hermana, por lo tanto, de Euristeo.
De ella tan solo nos habla Diodoro, que nos dice que «el centauro Hómado fue muerto (por Heracles) en Arcadia, cuando intentaba violar a Alcíone, la hermana de Euristeo».
Esta Alcíone también pudiera ser la esposa de Perieres citada en el Catálogo de mujeres, como madre de Halirrotio.